# Freddie Crum
Frederick William Crum, detto Freddie (Pittsburgh, 3 dicembre 1912 – Pittsburgh, 11 luglio 1987), è stato un cestista statunitense, professionista nella NBL.

## Carriera
Giocò una stagione nella NBL, disputando 29 partite con 5,8 punti di media.